# Casa-Museo Antonio Padrón
La Casa-Museo Antonio Padrón es un centro museístico ubicado en Gáldar, Gran Canaria, Islas Canarias, España. Se trata de un centro de carácter público, dependiente de la Consejería de Cultura, Patrimonio Histórico y Museos del Cabildo de Gran Canaria.
La idea de crear un museo dedicado a Antonio Padrón fue, en un primer momento, de su familia. Un acuerdo entre los herederos, auspiciado por su tía Dolores Rodríguez, posibilitó que la obra que se encontraba en el estudio cuando falleció el pintor, se quedara en él.
El 6 de mayo de 1933, Dolores Rodríguez Ruiz presentó una solicitud en el Ayuntamiento de Gáldar para la construcción de una casa. La misma tendría dos plantas y estaría situada en la Calle Capitán Quesada. El proyecto, de tipo funcionalista, fue creado por Miguel Martín Fernández de la Torre en 1931. La propuesta era compleja. El estudio de Richard Van Oppel participó en el diseño de la decoración y en la dotación del mobiliario de la casa familiar. 
En este edificio, de estilo regionalista, que fue proyectado por González Padrón y construido en 1947, había más de 150 piezas pertenecientes a los diferentes periodos de su actividad creadora: desde unos estudios académicos (de sus principios de la Escuela de Bellas Artes de San Fernando de Madrid), hasta el cuadro que estaba pintando los últimos días antes de su muerte, Piedad, que quedó inacabado. 
La inauguración del museo fue el 8 de mayo de 1971, 3 años después de la muerte del artista, en este pequeño pabellón de dos pisos. La primera exposición, de tipo conservacionista, la organizaron Lázaro Santana y Felo Monzón. En 1981 lo adquirió el Cabildo de Gran Canaria y pasó a gestionarlo.

## El artista
Antonio Padrón Rodríguez, Gran Canaria en 1920. Allí vivió, desarrolló su obra y murió. Artista polifacético, fue pintor, escultor, ceramista, compositor. Durante su vida estuvo muy apegado a su tierra y a su gente. En ellos se inspiró para crear sus cuadros, no desde la pura observación artística, sino desde la implicación con la sociedad de su entorno. Su obra es singular dentro de la pintura canaria del siglo XX. Está marcada, en lo artístico, por su alejamiento de las influencias externas, su deseo de alcanzar un arte genuino y, en lo personal, por su carácter solitario.
La pintura de Antonio Padrón puede definirse como expresionista. Él se definía como un “expresionista sin desgarraduras” para no situarse dentro de ninguno de las tres corrientes en que se suele clasificar dicho movimiento: realismo social, fauvismo y expresionismo psicológico.[cita requerida] La obra de Padrón tiene características de algunas o de todas estas corrientes pero no está adscrita claramente a ninguna de ellas. Está vinculada al expresionismo por su gusto por lo popular, la interpretación que hace en sus cuadros de los mitos, las costumbres y el folclore grancanario. Además, el recuerdo y puesta en valor del arte primitivo autóctono desarrollado por los artistas de la Escuela Luján Pérez (Plácido Fleitas, Jorge Oramas, Felo Monzón, Jesús Arencibia…), le descubrieron el riquísimo acervo pictórico que ofrecía Gran Canaria. Se configuró así, una pintura indigenista insular cuyos símbolos de identidad serían, según Padrón, los “ocres y rojos, en los tonos cálidos” típicos de la tierra canaria, “situada alrededor del volcán”.

## La Casa-Museo

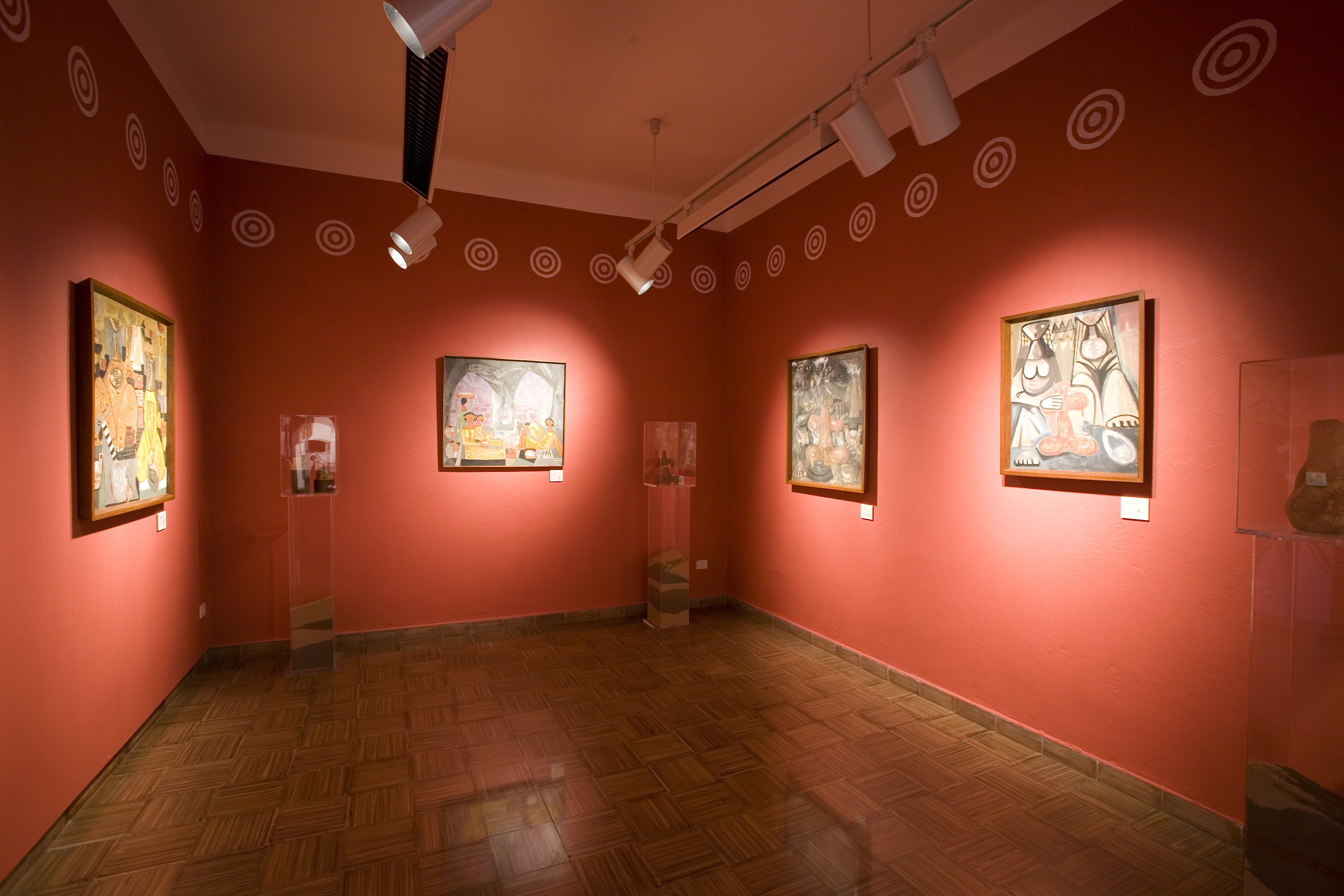
Interior de la Casa-Museo

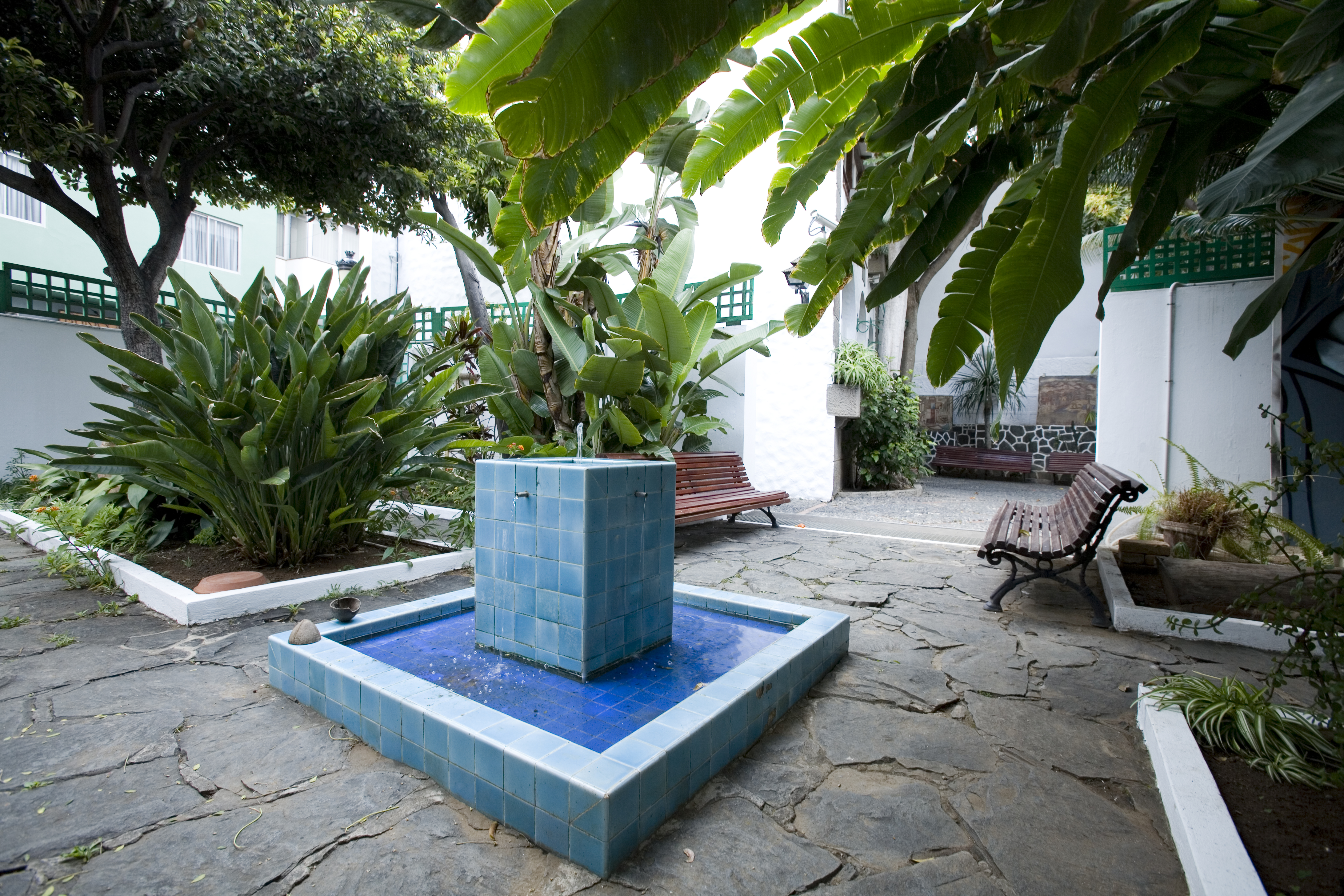
El jardín.

### El Jardín
A la entrada del museo hay un jardín que expresa las inquietudes espirituales de Padrón. Mide 100 metros cuadrados de superficie, rodeados por muros altos, coronados con celosías, que hacen de él un jardín interior, casi monacal. El pintor, para organizarlo, recurrió a un enlosado de tipo cruciforme. Unos parterres crean un efecto de amplificación y de laberinto. En este espacio convivían endemismos canarios con ejemplares de procedencia tropical. Una fuente, en el centro, es el corazón que anima el espíritu de sosiego que lo circunda.

### La Colección
En el interior de la casa-museo hay dos murales realizados por el pintor para decorar el acceso por la escalera que comunica las dos plantas: Niños haciendo cometas y Camellos de la escalera. La colección de cuadros de Antonio Padrón, en su conjunto, puede clasificarse en tres periodos:
- Un primer periodo de aplicación de las técnicas aprendidas en sus años de estudiante, en ella se aprecia su concreción como pintor indigenista. Desde el principio, Antonio pinta personas llanas de su entorno más próximo, bodegones con productos y paisajes típicos y escenas costumbristas.
- En un segundo momento, Padrón pasa por una fase de experimentación. Durante este periodo, se vuelve más vanguardista, mezcla la pintura con tierra, incorpora todo tipo de materiales, descompone las figuras en formas geométricas, etc. Investiga, prueba varios caminos que luego abandona, es un pintor inquieto y curioso.
- Finalmente, a partir del año 1964, da con su “estilo”. Su pintura es más expresiva, más contundente , más profunda. Toda la experimentación realizada en su etapa anterior parece cobrar sentido y se concreta eficazmente en sus últimas pinturas.

En la Casa-Museo, además de la obra pictórica, están presentes sus esculturas en cantería de Gáldar y obra en barro, y otros objetos de arte decorativo.

## Publicaciones

### Antonio Padrón y la cueva pintada
La Cueva Pintada no podía pasar desapercibida para un pintor como Antonio Padrón. Por una parte, es normal que atrajese su curiosidad la presencia en su entorno de los vestigios de un pueblo extinguido, desaparecido, y olvidado. Por otra parte, es obvio que este interés esté relacionado con el deseo de vincularse a la renovación de las vanguardias de principios del siglo XX que defienden un retorno al "primitivismo" frente a los oxidados criterios academicistas de la vieja cultura europea; también estuvo influenciado por los indigenistas mexicanos que promulgaban que, para crear un arte propio, antes, era necesario indagar en sus propios orígenes indígenas y después adaptarlas a un lenguaje moderno. Esta publicación pretende mostrar la importancia que para Antonio Padrón tenía el patrimonio arqueológico. Además, se han recopilado dos volúmenes de escritos de autores canarios en torno a la obra de Antonio Padrón:
- Escritos a Padrón. Primera entrega.[3]
- Escritos a Padrón. Segunda entrega.[4]